# Néro (chien)
Pour les articles homonymes, voir Nero.
Néro, né en janvier 1861 et mort le 2 juin 1868, est un chien connu pour avoir appartenu à l'empereur Napoléon III.

## Biographie
Né en janvier 1861, Néro (de l'italien nero signifiant « noir ») est un braque anglais ou pointer anglais mâle au pelage brun foncé. Vers 1864, il est offert à Napoléon III par l'un de ses chambellans, le baron Zorn de Bulach, de Strasbourg.
L'empereur s'attache beaucoup à l'animal, qui l'accompagne à la chasse, à Compiègne, et lors de ses promenades. Néro est aussi l'animal de compagnie du petit prince impérial. En 1865, l'enfant et le chien seront immortalisés ensemble par le sculpteur Carpeaux.
Le 21 janvier 1865, Néro s'échappe des Tuileries. Des affiches sont placardées et un avis est publié dans plusieurs journaux, avec toutefois une coquille dans le nom du chien, qui est ainsi nommé « Héro » . Cette fugue inspire à Timothée Trimm une chronique spirituelle occupant toutes les colonnes de la une du Petit Journal du 27 janvier. L'animal est finalement retrouvé par une dame, qui recevra une médaille d'or pour les soins apportés au chien.
En 1866, Nicolas Fétu publie une Requête à mes concitoyens pour l'extinction de la race canine à Dijon (Dijon, Jobard, 1866) où il préconise de supprimer les chiens pour lutter contre la rage. En tant que Dijonnais et cynophile, le ministre de la Maison de l'Empereur, le maréchal Vaillant, lui répond par une lettre ouverte où se mêlent l'indignation, le sentimentalisme et l'humour. Il s'y exclame notamment : « Vous tueriez Néro !! »
Lorsqu'il n'est pas avec son maître au palais des Tuileries, Néro est pensionné chez le garde du parc de Saint-Cloud, M. Barthel, qui reçoit douze francs par mois (ce qui représente environ 20% du salaire d'un ouvrier non qualifié) pour nourrir l'animal.
Néro n'a que sept ans lorsqu'il meurt, le 2 juin 1868. L'autopsie montre qu'il est mort d'une rupture d'anévrisme. Il est enterré dans le jardin réservé du palais des Tuileries.
Cette mort, rapportée par plusieurs journaux, inspire les esprits facétieux et irrévérencieux, qui en profitent pour égratigner la cour impériale. Le 9 juin, Alexandre Ducros compose ainsi une oraison funèbre qui est publiée dans L'International. Le polémiste républicain Henri Rochefort lui consacre plusieurs pages de son impertinente Lanterne. Chroniqueur au Figaro, Émile Blavet imagine quant à lui que l'épitaphe latine du chien défunt (HIC JACET NERO) induira en erreur les archéologues de l'an 3000, qui croiront avoir trouvé la sépulture de l'empereur romain Néron (Nero en latin). Georges Sauton (d), fils d'un domestique de l'empereur, publie une plaquette intitulée Le Testament de Néro tel qu'il a été dicté, le 19 janvier 1867, à son très humble et dévoué sujet Georges Sauton (Paris, Poitrine, 1868, 16 pages).
Quelques années plus tard, Émile Zola évoquera Néro dans une scène du roman Son Excellence Eugène Rougon.

Représentations de Néro
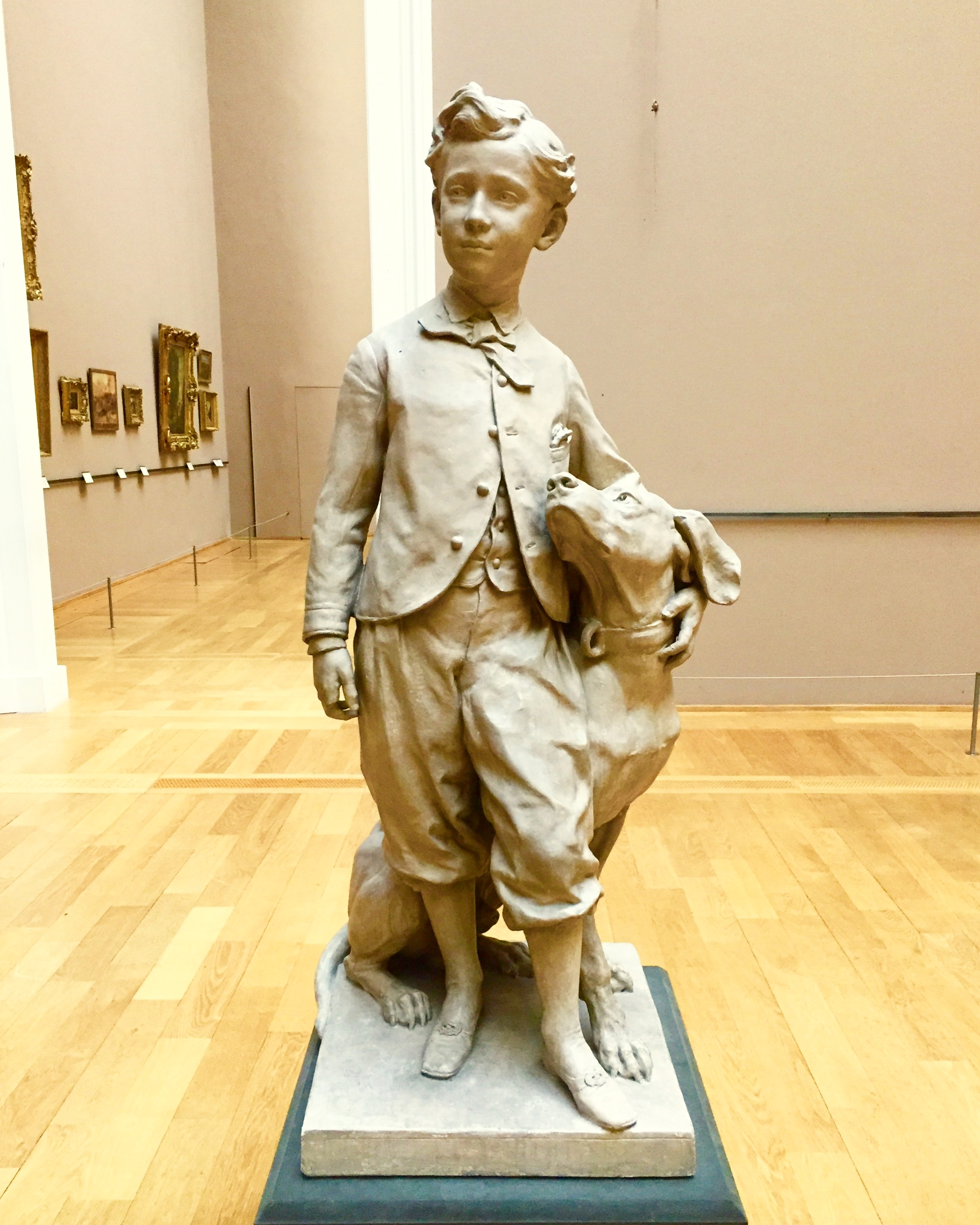
Le Prince impérial et son chien Néro (groupe par Carpeaux, 1865).
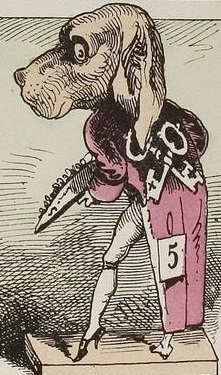
Le chambellan Néro (caricature par Hadol, 1870).